# Praia do Preá
Pôr-do-sol na praia do Preá
Praia do Preá é uma praia localizada no município de Cruz, estado do Ceará.
É uma das praias mais extensas do litoral cearense. Possui dunas formadas pelo clima tropical da região e faz divisa com a APA (área de proteção ambiental) de Jericoacoara, que mesmo se chamando Parque nacional de Jericoacoara, tem 33% de seu território na praia do Preá.
A Comunidade de Preá é formada por famílias descendentes de pescadores e mães rendeiras. A economia da comunidade experimenta um grande crescimento no turismo praticado na região, com suas pousadas e hotéis luxuosos.

## Cultura
A marisqueira e o pescador são os símbolos da vila que até hoje guarda os costumes de seus moradores. Preá sempre foi uma referência de cultura com suas festas tradicionais, sua gastronomia e raízes de pescadores. Com festas como a do padroeiro São José e a grande regata de canoas dos pescadores. Também se encontra na praia figuras como a mulher rendeira, sendo possível comprar na praia roupas feitas a mão pelas mulheres da associação que comercializa suas peças  a preços acessíveis. A comida local também é um atrativo turístico.
A vila também possui a "Orquestra do Preá" chamada A.M.E (Arte, Música e Educação). Projeto social totalmente gratuito onde crianças da região encantam turistas e moradores com um repertório musical variado, somando ao incentivo à arte e cultura na região.

## Turismo

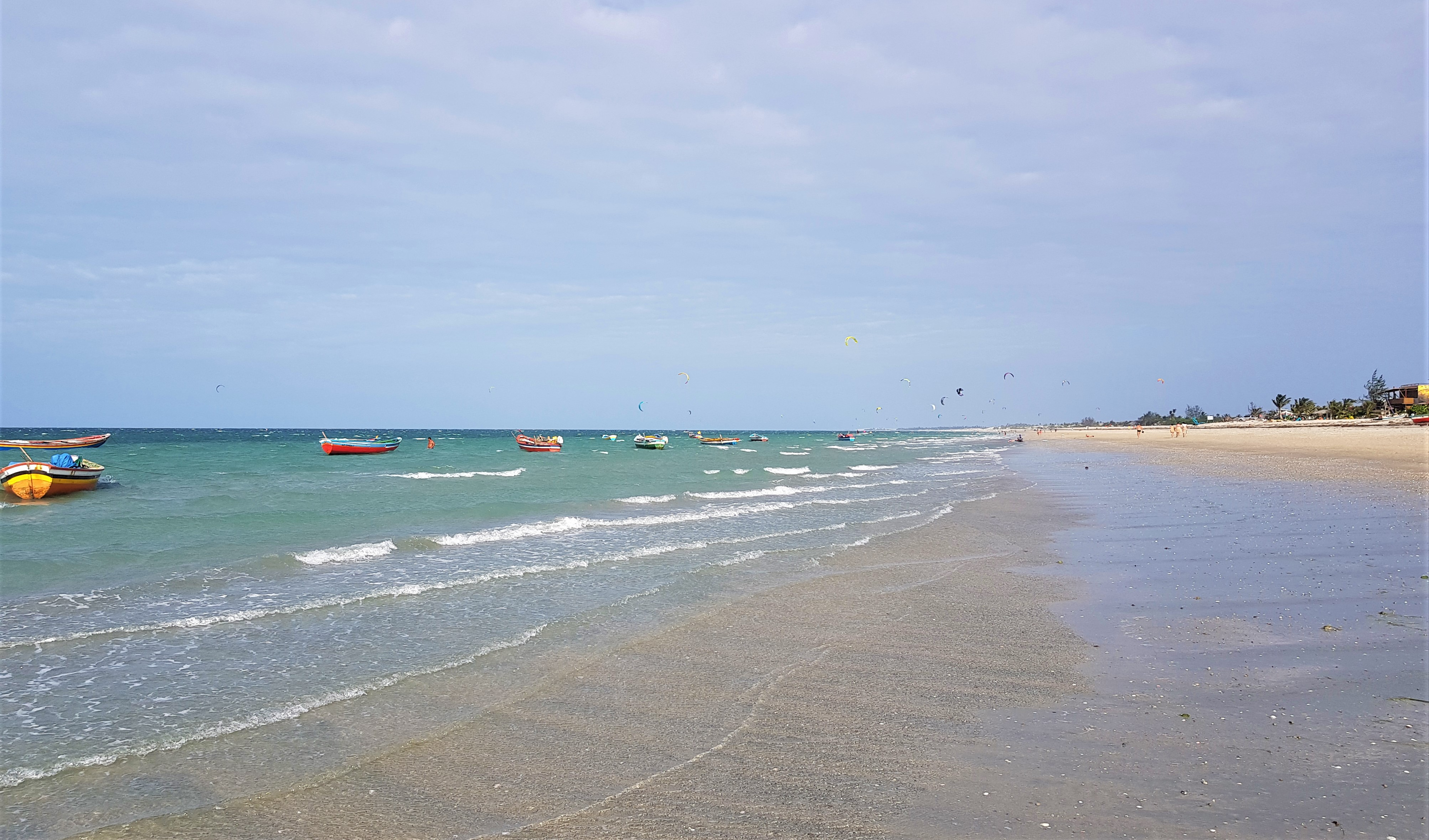
Vista da Praia do Preá

Até 1996, a vila do Preá foi uma comunidade totalmente direcionada a pesca. Mesmo tendo a vizinha Jericoacoara, não se preocupava com o turismo em sua região. Há algum tempo foi "descoberta" como potencialidade turística e está sendo referência a sua bela praia com a pedra da sereia, e no centro dela o tanque da sereia, ambas muito procuradas pelos turistas internacionais, também por sua gastronomia.
Preá, além de ter o turismo por suas belezas naturais e de seu parque nacional (que é dividida com Jericoacoara), é reconhecida por ter umas das praias mais extensas e com os melhores ventos no mundo para a pratica do Kitesurf e Windsurf.
Também é uma das etapas do the GKA Kite World Tour, recebendo grandes nomes do Kitesurf da modalidade strapless no campeonato Ceará Kite Pro em Novembro. 
Suas estruturas gradualmente vão melhorando e com isso os turistas dão total respeito a praia. Preá está sendo "descoberta" aos olhos do mundo, com matérias de televisão sendo feitas na praia, artistas visitando-a e turistas de todo o mundo provando um dos pratos típicos do povoado, peixe frito.